# Neriene aquilirostralis
Neriene aquilirostralis là một loài nhện trong họ Linyphiidae.
Loài này thuộc chi Neriene. Neriene aquilirostralis được miêu tả năm 1989 bởi Jun Chen & Zhu.